# Бек-Тоо (Аламудунский район)
Бек-Тоо (кирг. Бек-Тоо) — село в Аламудунском районе Чуйской области Кыргызстана. Входит в состав Кара-Джыгачского аильного округа. Код СОАТЕ — 41708 203 826 02 0. Село расположено в 18 км от районного центра и в 2 км от центра айылного аймака, общая площадь составляет 90,6 га. В населенном пункте имеется 560 дворов, в которых проживают 2976 человек. В населенном пункте имеются: 10 торговых павильонов; 1 мечеть.